# Soirans
Soirans és un municipi francès, situat al departament de la Costa d'Or i a la regió de Borgonya - Franc Comtat. L'any 2007 tenia 458 habitants.

## Demografia

### Població
El 2007 la població de fet de Soirans era de 458 persones. Hi havia 149 famílies, de les quals 12 eren unipersonals (12 dones vivint soles i 12 dones vivint soles), 35 parelles sense fills, 90 parelles amb fills i 12 famílies monoparentals amb fills.
La població ha evolucionat segons el següent gràfic:
Habitants censats

### Habitatges
El 2007 hi havia 152 habitatges, 148 eren l'habitatge principal de la família, 1 era una segona residència i 3 estaven desocupats. 151 eren cases i 1 era un apartament. Dels 148 habitatges principals, 123 estaven ocupats pels seus propietaris, 24 estaven llogats i ocupats pels llogaters i 1 estava cedit a títol gratuït; 3 tenien dues cambres, 14 en tenien tres, 39 en tenien quatre i 93 en tenien cinc o més. 130 habitatges disposaven pel capbaix d'una plaça de pàrquing. A 35 habitatges hi havia un automòbil i a 111 n'hi havia dos o més.

### Piràmide de població
La piràmide de població per edats i sexe el 2009 era:
| Homes | Edats   | Dones |
| ----- | ------- | ----- |
| 0     | 95 o +  | 0     |
| 0     | 90 a 94 | 4     |
| 0     | 85 a 89 | 0     |
| 0     | 80 a 84 | 0     |
| 4     | 75 a 79 | 4     |
| 0     | 70 a 74 | 4     |
| 4     | 65 a 69 | 0     |
| 16    | 60 a 64 | 4     |
| 8     | 55 a 59 | 4     |
| 24    | 50 a 54 | 0     |
| 12    | 45 a 49 | 24    |
| 8     | 40 a 44 | 32    |
| 20    | 35 a 39 | 20    |
| 8     | 30 a 34 | 4     |
| 16    | 25 a 29 | 4     |
| 20    | 20 a 24 | 16    |
| 24    | 15 a 19 | 16    |
| 24    | 10 a 14 | 12    |
| 20    | 5 a 9   | 4     |
| 20    | 0 a 4   | 12    |

## Economia
El 2007 la població en edat de treballar era de 303 persones, 236 eren actives i 67 eren inactives. De les 236 persones actives 228 estaven ocupades (118 homes i 110 dones) i 8 estaven aturades (7 homes i 1 dona). De les 67 persones inactives 22 estaven jubilades, 26 estaven estudiant i 19 estaven classificades com a «altres inactius».

### Ingressos
El 2009 a Soirans hi havia 155 unitats fiscals que integraven 467 persones, la mediana anual d'ingressos fiscals per persona era de 18.930 €.

### Activitats econòmiques
Dels 11 establiments que hi havia el 2007, 3 eren d'empreses de construcció, 1 d'una empresa de comerç i reparació d'automòbils, 1 d'una empresa de transport, 2 d'empreses d'hostatgeria i restauració, 1 d'una empresa immobiliària, 2 d'empreses de serveis i 1 d'una empresa classificada com a «altres activitats de serveis».
Dels 6 establiments de servei als particulars que hi havia el 2009, 1 era un guixaire pintor, 1 fusteria, 1 electricista, 1 perruqueria i 2 restaurants.
L'any 2000 a Soirans hi havia 3 explotacions agrícoles.

## Equipaments sanitaris i escolars
El 2009 hi havia 1 escola maternal integrada dins d'un grup escolar amb les comunes properes formant una escola dispersa i 1 escola elemental integrada dins d'un grup escolar amb les comunes properes formant una escola dispersa.

## Poblacions més properes
El següent diagrama mostra les poblacions més properes.